# Ламбруско
Не путать с североамериканским виноградом лабруска
Ламбру́ско (итал. Lambrusco, ломб. и пьем. Lambrusch, эмил.-ром. Lambrósch) — семейство сортов чёрного винограда, используемых в северной части Италии (преимущественно в долине реки По) для изготовления одноимённых красных (гораздо реже — розовых и белых) игристых вин. На производстве таких вин специализируются главным образом три провинции Эмилии: Модена, Парма, Реджо. 
Название происходит от латинского слова labrusca, означавшего дикий виноград. Связано это с тем, что (в отличие от большинства сортов культурного винограда) лозы ламбруско, одичав, не имеют проблем с самовоспроизведением (так как опыляются с лоз других сортов, что приводит к большему разнообразию). 

## География, виды и свойства
Ламбруско культивируется преимущественно в области Эмилия-Романья, меньше в Ломбардии и Пьемонте. Восемь винодельческих районов в окрестностях городов Модена и Реджо-нель-Эмилия специализируются на выпуске красных игристых вин из ламбруско и имеют статус DOC. Среди них:
- Lambrusco di Sorbara[итал.] (Модена)
- Lambrusco Grasparossa di Castelvetro rosso[итал.]
- Lambrusco Mantovano[итал.]
- Colli di Scandiano e di Canossa[итал.]
- Lambrusco Salamino[итал.] (Lambrusco Salamino di Santa Croce rosso)
- Lambrusco Reggiano[итал.]

Ампелографы идентифицировали более 60 разновидностей ламбруско, среди которых выделяют шесть основных: граспаросса, маэстри, марани, монтерикко, саламино, сорбара. Все они являются автохтонами для Эмилии.
Для предотвращения заболевания мильдью виноградари иногда пускают лозу расти по тополю, благодаря чему она взбирается довольно высоко от земли.

## Применение
Из винограда ламбруско производят игристые и слабоигристые вина, в основном красные шипучие (итал. frizzante), изредка также розовые и белые. Сухие, полусухие и полусладкие вина из этого сорта встречаются редко. Все эти вина не предполагают долгого хранения.
Наиболее качественные вина получают добавлением виноматериалов других сортов (не более 15 %) — таких, как анчелотта (для улучшения оттенка) и мардземино (реже — мальбо-джентиле, каберне-совиньон и т. д.). Игристые вина Эмилии производятся по методу Шарма (вторичное брожение вина): условно говоря, первые пузырьки появляются не в бутылках (как при производстве шампанского), а в больших стальных емкостях.
Основной объём вин из ламбруско составляет безликий, стандартный коммерческий продукт, для получения которого используется радикальная технологическая обработка (фильтрация, стабилизация, иногда пастеризация и т. д.). Такое вино стоит дёшево и часто реализуется в картонных коробках (балковое вино).
Сам по себе сорт не отличается сахаристостью, и многие виноделы увеличивают содержание сахара в вине, прерывая процесс ферментации или добавляя ректифицированный концентрат виноградного сока. Если не повышать количество сахара, то из ламбруско возможно получить качественное сухое вино с клубничными тонами и лёгким горьковатым послевкусием.

## История
Археологические исследования показали, что ламбруско культивировали еще этруски. В эпоху древнего Рима так называемый дикий виноград очень высоко ценился за рост и урожайность. Катон Старший утверждал, что урожая с двух третей акра дикого винограда (под которым, возможно, понимался именно ламбруско) достаточно, чтобы заполнить вином 300 амфор. В 1980-е годы красные игристые вина из Италии («ламбруско») занимали первое место среди импортируемых США вин.